# المرأة كل شيء (فلم)
المرأة كل شيء هو فيلم مصري عرض عام 1953، بطولة ليلى فوزي ومحسن سرحان وفريد شوقي، ومن إخراج حلمي رفلة.

## قصة الفيلم
أسرة مكونة من أب يعمل عازف قانون، وابن طبال، وابنة راقصة، يعملون جميعا في الصالة، لكن الابنة هي التي تسدد معظم نفقات المنزل، ويتعرف الابن على أحد الشباب من أسرة ثرية، والده محامِ مشهور، يقع صديق الابن في غرام أخته الراقصة، لتتصاعد الأحداث.

## طاقم التمثيل
- ليلى فوزي: (صفية)
- محسن سرحان: (فكري)
- فريد شوقي: (لبيب)
- ماري منيب: (هنومة - والدة لبيب وقمر)
- عزيز عثمان: (والد لبيب وقمر)
- تحية كاريوكا: (قمر)
- حسين رياض: (سليمان - والد فكري وصفية)
- زينب صدقي: (والدة فكري وصفية)
- منسي فهمي: (ثروت حمدي)
- فوزية إبراهيم
- لطفي الحكيم
- عبد الغني السيد: (المطرب)
- عبد الغني النجدي: (عامل بالمصنع)
- زينات صدقي
- عبد المنعم بسيوني: (زبون البار)
- عباس رحمي: (زبون المصنع)
- منير الفنجري: (فلفل)
- مطاوع عويس
- إبراهيم حشمت: (القاضي)

## فريق العمل
- إخراج: حلمي رفلة
- قصة: فريد شوقي
- سيناريو: حلمي رفلة
- حوار: السيد بدير
- مدير التصوير: مسعود عيسى
- مونتاج: حسنوف
- إنتاج: ليلى فيلم
- توزيع: شركة الشرق
- تأليف الأغاني: صالح جودت، فتحي قورة
- ألحان الأغاني: علي فراج، أحمد صبرة